# Giselle Collao
Giselle Milagros Collao Urteaga (Lima, 21 de septiembre de 1980) es una actriz peruana de televisión y teatro. Es más conocida por su participación en la serie Mil Oficios como Lucía y en La Pre como Gianella. Estuvo fuera del país por 4 años y regresó a la televisión en 2007.

## Televisión
- Torbellino como Pamela.(1997)
- Boulevard Torbellino como Pamela.(1997)
- Mil Oficios (2001) como Lucía Reyes.
- Así es la vida (2007) como Miss Cecilia.
- Diablos Azules (2008) como Milagros.
- La pre (2008) como Gianella.
- Graffiti (2008—2009) como Felícitas.
- Clave uno: médicos en alerta (2009) como Inmaculada.
- Clave uno: médicos en alerta 2 (2009) como Inmaculada.
- Chico de mi barrio (2010) como Andrea.
- Lalola (2011) como Lidia.
- Solamente milagros (2012), Episodio "Derecho de madre" como Thalía.
- La faraona (2012) como Mery.
- Derecho de familia (2013), Episodio "Derecho a tener sobrepeso" como Doris.
- Al fondo hay sitio (2016) como Reportera.
- Ojitos hechiceros (2018) como Blanca.
- Señores Papis (2019) como Cecilia Agüero.
- La rosa de Guadalupe Perú (2020) como Susana.
- Luz de Esperanza (2024) como Mariella.
- #PobreNovio (2024-presente) como Patricia "Pachi".

## Teatro
- Un príncipe para tres princesas (2000) como Blanca Nieves. Dir. Diego La Hoz.
- Hansel y Gretel (2008) como Vendedora.
- Los Cachorros (2009) como Teresita.
- Rosa de dos aromas (2009) como Gabriela.
- El celular de un hombre muerto (2010)
- Limeñenses (2011)
- Carne y sangre (2012)[3]
- Cacúmenes(2014)